# 야망의 불꽃
《야망의 불꽃》은 1995년 10월 2일부터 1996년 3월 26일까지 방영된 SBS 월화 드라마이다.

## 기획 의도
세 명의 명문대학 대학생 김채현, 박부희, 서지수이 졸업 후 사회 초년생으로 자신의 꿈을 실현해가는 과정 속에서 겪는 사랑과 야망, 현실과 이상 사이의 괴리 등을 그려나간 여성 드라마로 사회의 각종 외적 조건과 인간본연의 모습을 대비시켜 궁극적으로 성공한 삶이 무엇인지 보여준다.

## 등장 인물
- 신애라 : 김채현 역
- 오현경 : 박부희 역
- 임상아 : 서지수 역
- 이동준 : 장민복 역
- 이석 : 이환 역
- 최재성 : 박준재 역
- 정욱 : 서 국장 역
- 백준기 : 유훈수 역
- 김세준 : 태만 역
- 강용석
- 윤철형
- 김유철
- 임현식
- 정재순
- 김애경
- 이미경
- 오영갑
- 김기현

## 참고 사항
- 당초 〈엘리트〉란 제목이 거론되었고 신애라 오현경 임상아 등이 주역으로 발탁되면서 《야망의 불꽃》으로 제목이 최종 확정됐다.[1]
- 1995년 10월 7일 방영분에서 특정 레스토랑(서울 아데네 플라자)의 간판을 노출해 해당업소에 광고효과를 줬다는 이유로 방송위원회로부터 경고 조치를 받았다.[2]
- 비정상적인 내용 전개로 비난을 샀으며,[3] 또한 박부희 역으로 나온 오현경을 KBS 2TV 수목 미니시리즈 남자 만들기와 겹치기 출연시켜 비판을 받았는데[4] 남자 만들기에서 오현경이 분한 영애 역은 당초 음정희가 물망에 올랐으나 재충전의 시간을 위해 고사했다.[5]
- 주제가가 일본 그룹 "자드"가 새로 발매한 싱글의 가라오케 버전과 똑같다는 지적이 있었다.[6]
- 서 국장 역을 맡았던 정욱은 해당 드라마에 앞서 시작한 작품이자 1996년 2월 2일 종영된 KBS 2TV 일일극 내 사랑 유미 출연진이었다.[7]

## 결방 및 2회 연속 방영
- 1995년 11월 13일 - 13~14회 연속
- 1995년 11월 14일 - 9시부터 창사 5주년 3부작 특집 드라마 인생 편성으로 결방
- 1996년 1월 1일 - 8시 50분부터 신년 특선영화 유치원에 간 사나이 편성으로 결방
- 1996년 1월 2일 - 10시부터 영화 네이비 실 편성으로 결방
- 1996년 2월 19일 - 설날 특집 프로그램 편성으로 결방
- 1996년 2월 20일 - 9시부터 39~40회 연속 편성됐고 이 과정에서 8시 50분 일일극 자전거를 타는 여자는 8시 30분으로 이동했으며 9시 20분 일일시트콤 LA아리랑 결방